# Résolution 909 du Conseil de sécurité des Nations unies
Membres permanents
- Chine
- États-Unis
- France
- Royaume-Uni
- Russie

Membres non permanents
- Argentine
- Brésil
- Djibouti
- Espagne
- Nigéria
- Nouvelle-Zélande
- Oman
- Pakistan
- République tchèque
- Rwanda

Résolution no 908 Résolution no 910
La résolution 909 du Conseil de sécurité des Nations unies a été adoptée à l'unanimité le 5 avril 1994. Après avoir réaffirmé les résolutions 812 (en) (1993), 846 (en) (1993), 872 (1993), 891 (en) (1993) et 893 (1994) sur le Rwanda, le Conseil s'est déclaré préoccupé par la détérioration de la situation sécuritaire et humanitaire dans le pays, en particulier à Kigali, et a prolongé le mandat de la Mission d'assistance des Nations Unies pour le Rwanda (MINUAR) jusqu'au 29 juillet 1994.
Des inquiétudes ont été exprimées quant au retard dans la mise en place d'un gouvernement de transition et d'une Autorité nationale de transition, ce qui constituait un obstacle majeur aux accords d'Arusha.
Les deux parties ont été instamment priées de résoudre leurs différends sans délai en vue de la mise en place des institutions de transition et, malgré le non-respect de l'Accord de paix d'Arusha, un cessez-le-feu a été observé, et la contribution apportée par la MINUAR fut saluée. L'appui continu à la MINUAR dépendait de la pleine mise en œuvre des accords d'Arusha. Dans le même temps, les efforts du Secrétaire général, de son Représentant spécial, des États Membres et de l'Organisation pour l'unité africaine (OUA) dans le processus politique et pour la fourniture d'une assistance humanitaire furent également salués. Enfin, le Secrétaire général a été prié de continuer de surveiller les coûts financiers de la MINUAR.